# Top Cow
Top Cow – amerykańskie wydawnictwo komiksowe utworzone w 1992 roku, część Image Comics. Komiksy tego wydawnictwa rozwijają nurt mrocznego fantasy.
Tworzone w ich ramach komiksy szybko zdobyły popularność, jednak dochodziło też do konfliktów między zarządem, w wyniku których Silvestri (założyciel) niemal odłączył swój imprint Top Cow od wydawnictwa Image, ale zmienił zdanie, gdy będący przyczyną sporu Liefeld zrezygnował z członkostwa.

## Najważniejsze tytuły wydawnictwa
- Witchblade – policjantka Sara Pezzini zdobywa bransoletę, która okazuje się być starożytnym artefaktem
- Darkness – Jackie, wychowanek mafii jest nosicielem starożytnej siły władającej ciemnością
- Magdalena – potomkinie chrystusowego rodu na usługach kościoła katolickiego, władające Włócznią Przeznaczenia
- Angelus – istota światła, odwieczny wróg The Darkness
- Tomb Raider – Lara Croft, najsłynniejsza pani archeolog
- Cyberforce – grupa mutantów

## Tytuły poza głównym uniwersum
- Impaler
- Berserker
- Midnight Nation. Plemię Cienia

## Polskie wydania

### Lista tytułów wydanych w Polsce przezTM-Semic
- TM-Semic Wydanie Specjalne # 1/2000: Tomb Raider/Witchblade
- Tomb Raider 1/2001: Maska Meduzy cz.1
- Tomb Raider 2/2001: Maska Meduzy cz.2
- Tomb Raider 3/2001
- Tomb Raider 4/2002
- Tomb Raider 1/2003

### Lista tytułów wydanych w Polsce przezMandragorę
- Darkness #1
- Darkness #2
- Darkness #3
- Darkness #4
- Darkness #5
- Darkness #6
- Darkness #7
- Darkness #8
- Darkness #9
- Fathom #1
- Fathom #2
- Fathom #3
- Universe #1
- Universe #2
- Midnight Nation. Plemię Cienia #1
- Midnight Nation. Plemię Cienia #2
- Midnight Nation. Plemię Cienia #3
- Obergeist - Droga do Ragnarok
- Bez honoru

### Lista tytułów wydanych w Polsce przezStudio Lain
- Darkness[2]
- Hunter-Killer(inne języki)[3]
- Stone[4]

## Inne media

### Seriale
- Witchblade: Piętno mocy (2001)[5]

### Anime
- Witchblade (2006)

### Gry
- The Darkness (PS3/X360, 2007)
- The Darkness II (PS3/X360/Windows, 2012)